# Saint-Jean-de-Livet
Pour les articles homonymes, voir Saint-Jean.
Saint-Jean-de-Livet est une commune française, située dans le département du Calvados en région Normandie, peuplée de 238 habitants.

## Géographie
La commune est en pays d'Auge. Son bourg est à 6,5 km au sud de Lisieux, à 17 km au nord-est de Livarot et à 16 km au nord-ouest d'Orbec.
Saint-Jean-de-Livet est dans le bassin de la Touques qui délimite le territoire à l'ouest. La majeure partie du territoire est dans le bassin direct du fleuve côtier, irriguée par trois de ses courts affluents dont deux matérialisent également la limite du territoire communal. Une moindre partie, au nord-est, est dans le bassin d'un affluent de la Touques, l'Orbiquet, qui la rejoint à Lisieux. La source du douet du Carrelet, affluent de l'Orbiquet, est sur le territoire de Saint-Jean.
Le point culminant  est recensé par l'IGN à 172 m. La cote de 170 m est dépassée à deux endroits de la commune, sur un plateau :  au nord et en limite est. Le point le plus bas (58 m) correspond à la sortie de la Touques du territoire, à l'ouest. La commune est bocagère.
| Saint-Martin-de-la-Lieue | Saint-Martin-de-la-Lieue | Glos, Le Mesnil-Guillaume |
| Saint-Germain-de-Livet   | Saint-Jean-de-Livet      | Saint-Martin-de-Mailloc   |
| Saint-Germain-de-Livet   | Prêtreville              | Prêtreville               |

### Hydrographie
La commune est située dans le bassin Seine-Normandie. Elle est drainée par la Touques, le cours d'eau 10 de la commune de Prêtreville, le cours d'eau 01 du Manoir, un bras de la Touques, le Douet du Carrelet et le fossé 03 de la Poterie,,.
La Touques, d'une longueur de 108 km, prend sa source dans la commune de Champ-Haut et se jette  dans la baie de Seine en limite de Trouville-sur-Mer et de Deauville, après avoir traversé 42 communes. Les caractéristiques hydrologiques de la Touques sont données par la station hydrologique située sur la commune de Saint-Martin-de-la-Lieue. Le débit moyen mensuel est de 2,56 m3/s. Le débit moyen journalier maximum est de 24,9 m3/s, atteint lors de la crue du 6 décembre 1988. Le débit instantané maximal est quant à lui de 38,2 m3/s, atteint le 12 mai 2024.

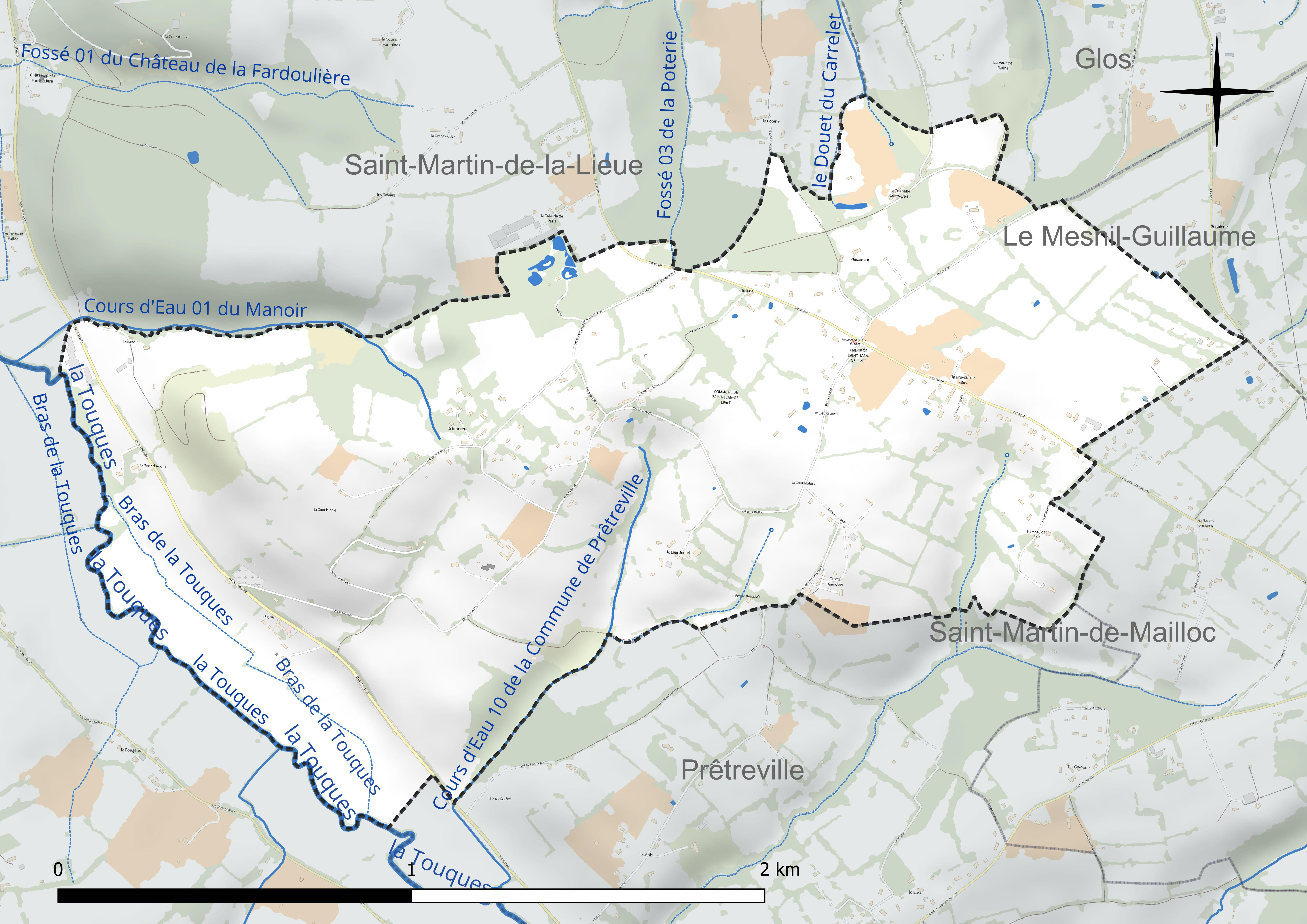
Réseau hydrographique de Saint-Jean-de-Livet.

### Climat
Pour des articles plus généraux, voir Climat de la Normandie et Climat du Calvados.
En 2010, le climat de la commune est de type climat océanique altéré, selon une étude du CNRS s'appuyant sur une série de données couvrant la période 1971-2000. En 2020, Météo-France publie une typologie des climats de la France métropolitaine dans laquelle la commune est exposée à un climat océanique et est dans la région climatique  Normandie (Cotentin, Orne), caractérisée par une pluviométrie relativement élevée (850 mm/a) et un été frais (15,5 °C) et venté. Parallèlement le GIEC normand, un groupe régional d'experts sur le climat, différencie quant à lui, dans une étude de 2020, trois grands types de climats pour la région Normandie, nuancés à une échelle plus fine par les facteurs géographiques locaux. La commune est, selon ce zonage, exposée à un « climat contrasté des collines », correspondant au Pays d'Auge, Lieuvin et Roumois, moins directement soumis aux flux océaniques et connaissant toutefois des précipitations assez marquées en raison des reliefs collinaires qui favorisent leur formation.
Pour la période 1971-2000, la température annuelle moyenne est de 10,1 °C, avec  une amplitude thermique annuelle de 13,2 °C. Le cumul annuel moyen de précipitations est de 838 mm, avec 12,6 jours de précipitations en janvier et 8,6 jours en juillet. Pour la période 1991-2020, la température moyenne annuelle observée sur la station météorologique la plus proche, située sur la commune de Lisieux à 6 km à vol d'oiseau, est de 11,7 °C et le cumul annuel moyen de précipitations est de 881,4 mm,. Pour l'avenir, les paramètres climatiques de la commune estimés pour 2050 selon différents scénarios d'émission de gaz à effet de serre sont consultables sur un site dédié publié par Météo-France en novembre 2022.

## Urbanisme

### Typologie
Au 1er janvier 2024, Saint-Jean-de-Livet est catégorisée commune rurale à habitat dispersé, selon la nouvelle grille communale de densité à 7 niveaux définie par l'Insee en 2022.
Elle appartient à l'unité urbaine de Lisieux, une agglomération intra-départementale dont elle est une commune de la banlieue,. Par ailleurs la commune fait partie de l'aire d'attraction de Lisieux, dont elle est une commune de la couronne,. Cette aire, qui regroupe 57 communes, est catégorisée dans les aires de 50 000 à moins de 200 000 habitants,.

### Occupation des sols
L'occupation des sols de la commune, telle qu'elle ressort de la base de données européenne d'occupation biophysique des sols Corine Land Cover (CLC), est marquée par l'importance des territoires agricoles (92,8 % en 2018), en diminution par rapport à 1990 (95,7 %). La répartition détaillée en 2018 est la suivante : 
prairies (92,8 %), forêts (7,2 %). L'évolution de l'occupation des sols de la commune et de ses infrastructures peut être observée sur les différentes représentations cartographiques du territoire : la carte de Cassini (XVIIIe siècle), la carte d'état-major (1820-1866) et les cartes ou photos aériennes de l'IGN pour la période actuelle (1950 à aujourd'hui).

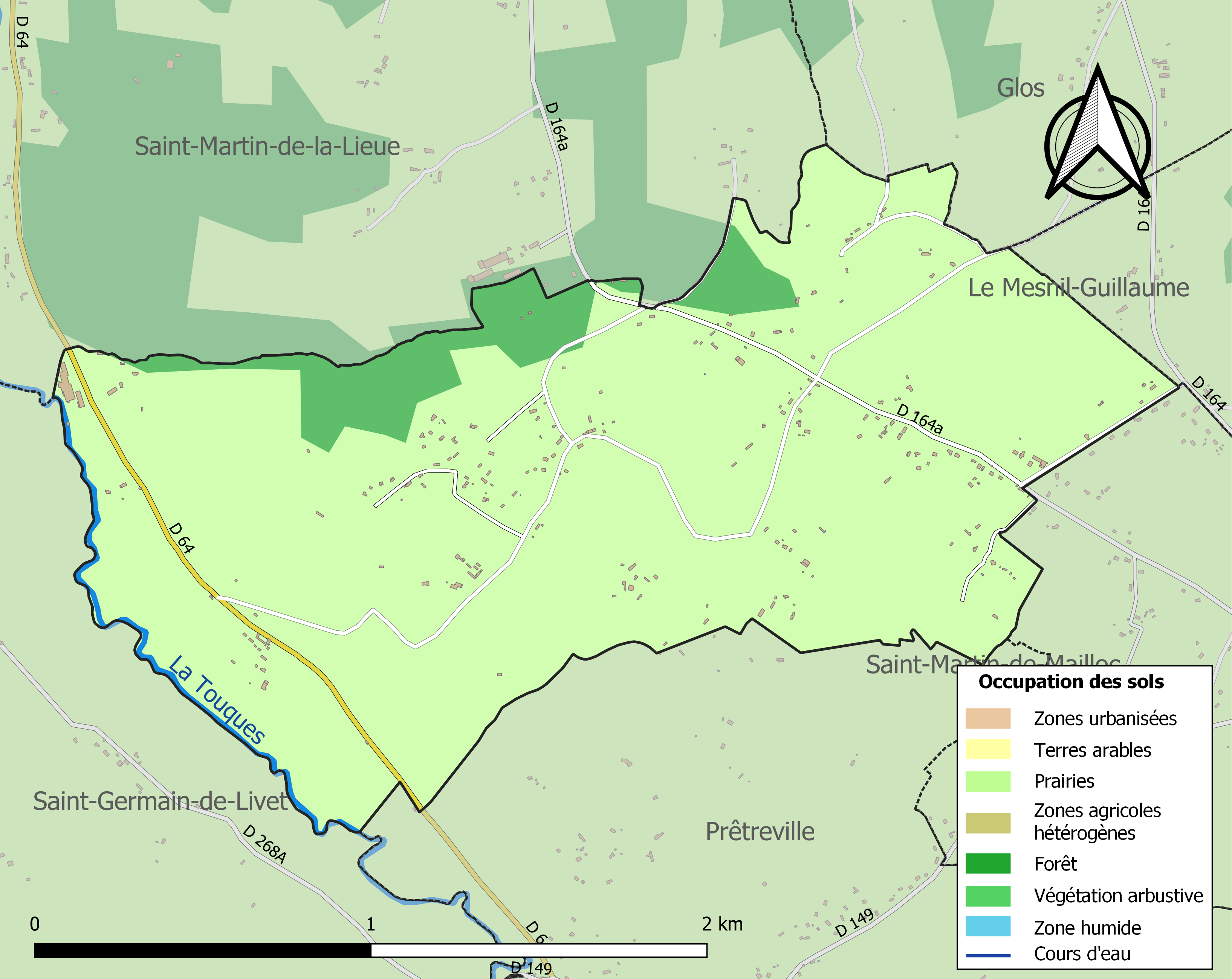
Carte des infrastructures et de l'occupation des sols de la commune en 2018 (CLC).

## Toponymie
Le nom de la localité est attesté sous la forme Sanctus Johannes de Liveto.
L'hagiotoponyme et la paroisse sont dédiés à Jean le Baptiste. L'origine du toponyme Livet est habituellement expliquée par une mauvaise graphie de l'ivet, du gaulois ivos, « if ». Le toponyme évoquerait donc la présence d'ifs.
Le gentilé est Livetien.

## Politique et administration
| Période                                  | Période   | Identité                    | Étiquette | Qualité     |
| ---------------------------------------- | --------- | --------------------------- | --------- | ----------- |
| avant 1995                               | 1995      | Gérard Bourdeau de Fontenay | DVD       |             |
| 1995                                     | mars 2014 | Gilbert Grieu               | SE        | Agriculteur |
| mars 2014                                | En cours  | Huguette Grenon             | SE        | Retraitée   |
| Les données manquantes sont à compléter. |           |                             |           |             |

Le conseil municipal est composé de onze membres dont le maire et deux adjoints.

## Démographie
L'évolution du nombre d'habitants est connue à travers les recensements de la population effectués dans la commune depuis 1793. Pour les communes de moins de 10 000 habitants, une enquête de recensement portant sur toute la population est réalisée tous les cinq ans, les populations de référence des années intermédiaires étant quant à elles estimées par interpolation ou extrapolation. Pour la commune, le premier recensement exhaustif entrant dans le cadre du nouveau dispositif a été réalisé en 2008.
En 2022, la commune comptait 238 habitants, en évolution de +13,88 % par rapport à 2016 (Calvados : +1,58 %, France hors Mayotte : +2,11 %).
Saint-Jean-de-Livet a compté jusqu'à 278 habitants en 1821.
| 1793 | 1800 | 1806 | 1821 | 1831 | 1836 | 1841 | 1846 | 1851 |
| ---- | ---- | ---- | ---- | ---- | ---- | ---- | ---- | ---- |
| 262  | 236  | 259  | 278  | 256  | 249  | 220  | 207  | 199  |

| 1856 | 1861 | 1866 | 1872 | 1876 | 1881 | 1886 | 1891 | 1896 |
| ---- | ---- | ---- | ---- | ---- | ---- | ---- | ---- | ---- |
| 174  | 181  | 177  | 170  | 152  | 147  | 147  | 160  | 135  |

| 1901 | 1906 | 1911 | 1921 | 1926 | 1931 | 1936 | 1946 | 1954 |
| ---- | ---- | ---- | ---- | ---- | ---- | ---- | ---- | ---- |
| 124  | 133  | 110  | 118  | 104  | 156  | 127  | 147  | 176  |

| 1962 | 1968 | 1975 | 1982 | 1990 | 1999 | 2006 | 2008 | 2013 |
| ---- | ---- | ---- | ---- | ---- | ---- | ---- | ---- | ---- |
| 139  | 96   | 108  | 215  | 231  | 233  | 206  | 198  | 200  |

| 2018 | 2022 | - | - | - | - | - | - | - |
| ---- | ---- | - | - | - | - | - | - | - |
| 233  | 238  | - | - | - | - | - | - | - |

## Économie

### Usine fermée

#### Usine pharmaceutique fabriquant le Doliprane
En 1962, les laboratoires Bottu, à l'étroit dans leurs locaux parisiens, s'installent dans les bâtiments d'une ancienne tannerie qui avait fermé quelques années auparavant, entre la route départementale D64 et la Touques (49° 05′ 43,6″ N, 0° 13′ 11,7″ E). Robert Bisson, député-maire de Lisieux et lui même pharmacien, a probablement favorisé cette acquisition. L'usine va alors produire un coupe-faim, un suppositoire pour le mal de tête des enfants, mais aussi du savon et de la colle. Elle va surtout y produire le Doliprane, sous forme de comprimés de 500 mg, une marque que le laboratoire vient juste de lancer. Il est alors premier paracétamol généraliste vendu en France, où l'aspirine domine. Le paracétamol est importé de l'étranger jusqu'à l'usine, il lui est rajouté un excipient et quelques gouttes de lubrifiant, il est mis sous forme de comprimé et mis en boite.
Peu après 1982, les laboratoires Bottu sont acquis par BSN. En 1988, la société est acquise par  Rhône-Poulenc. Puis elle devient Sanofi-Aventis. L'activité est progressivement transférée vers une usine neuve, ouverte en 1982, à Lisieux, dans la zone industrielle Est. En 2002, l'usine de Saint-Jean-de-Livet ferme. Depuis, les bâtiments sont abandonnés.

## Lieux et monuments
- L'église Saint-Jean (Xe siècle), inscrite aux Monuments historiques[34]. Elle abrite nombre d'œuvres classées à titre d'objets aux Monuments historiques[35] dont le tabernacle[36], le tableau du Baptême du Christ[37] et plusieurs statues.
- Colombier de l'ancien manoir Saint-Jean (ferme de l'église) du XVIIe siècle, inscrit aux Monuments historiques[38].
- Ancienne chapelle Sainte-Barbe (XVIe siècle).
- Vallée de la Touques.